# عدي أوبيهي
عَدِّي أُبيهي (بالأمازيغية: ⵄⴷⴷⵉ ⵓ ⴱⵉⵀⵉ)       زعيم منطقة أسامر ، كان قائدا على قبيلة أيت إزدݣ خلال الحماية الفرنسية على المغرب. بعد الاستقلال مباشرة،و عاملا على إقليم تافيلالت (أسامر) عقب انقضاء فترة الحماية ، في يناير 1957 قاد أوبيهي أول تمرد في تاريخ المغرب  المستقل، سمي بتمرد تافيلالت أو تمرد عدي أوبيهي.

## عهد الحماية
في سنة 1948، تحرت السلطات الفرنسية التقليص من نفوذ القايد أوبيهي في منطقته، من خلال تقسيمها إلى أربع مناطق، أسندت كل جزء منها إلى أحد الأعيان، بينما أبقت له السلطة على منطقة معزولة ضمت جنوب مدينة الريش، ابتداء من «كراندو» مسقط رأسه، وانتهاء بقرية «تيعلالين». اغتاظ عدي أوبيهي من هذا الإجراء كثيرا خصوصا بعدما قررت السلطات الفرنسية تسليم القياد الثلاثة الآخرين أوسمة شرف، علما أنه كان الوحيد الحاصل على وسام بالمنطقة. 
سنة 1949. ستكون أول مواجهة بين أوبيهي والفرنسيين، معلنا خلالها بداية قصة تمرده الدائم. أمر عدي أوبيهي أحد مساعديه بإحضار كلب إلى سوق الريش في يوم حددته السلطات الفرنسية لتوشيح القياد. وعندما توجه أوبيهي مع القائد الفرنسي العسكري الفرنسي أمسك بالوسام وعلقه في عنق الكلب الذي أحضره مساعده، تعبيرا عن غضبه، وهو ما اعتبره الفرنسيون إعلانا رسميا على العصيان. 
عقابا له على ردة فعله، أعلن الفرنسيون، أمام أهالي المنطقة، أن عدي أوبيهي فقد عقله، وأودعوه مستشفى المجانين، الذي كان في الواقع سجنا اتخذته سلطات الاحتلال الفرنسي مكانا لاحتجاز الثائرين والمعارضين.

## التمرد بعد الاستقلال
قام محمد الخامس بتعيين عدي أوبيهي، سنة 1956، عاملا على تافيلالت كلها. في 18 يناير 1957، بعد الخلاف الذي نشب بينه وبين المندوب القضائي وعميد الأمن بالمنطقة، أعلن أوبيهي الثورة المسلحة على الدولة المغربية، التي ربطتها بعض المصادر التاريخية بثورة لحسن اليوسي وزير الداخلية آنذاك التي انطلقت في الأطلس المتوسط وصفرو في صيف 1956. كان يعتقل رجال السلطة والأطر والإداريين الذين كانت ترسلهم الحكومة المركزية، ويحتجزهم في خم للحمام. في هذه الفترة، حظر عدي أوبيهي على جميع أعضاء حزب الاستقلال الإقامة في منطقته، كما منع جميع الأنشطة التي لها علاقة بالحزب.
أعطى الأمير المولى الحسن أمره إلى الجنرال الكتاني، والجنرال المذبوح، الذي كان عاملا على ورزازات حينئذ، وكلفهما بمهمة التحدث إلى عدي أوبيهي وبالفعل، أخبر الجنرالان عدي أوبيهي بأن ولي العهد، الحسن الثاني، يطلب منه وقف تمرده، ورمي السلاح، وهو ما امتثل له أوبيهي على الفور، مثبتا أن ثورته لم تكن في وجه الملك محمد الخامس أو النظام الملكي".

## العقاب
تم إيفاد محمد بن العربي العلوي كمبعوث من النظام لاحتواء هذا التمرد. وفعلا، استطاع أن يعطي الأمان للمتمرد عدي أوبيهي.
في سنة 1959 حكم بالإعدام على وبيهي ولكنه توفي قبل ذلك مسموما في زنزانته.